# 张芷婷
张芷婷（1995年12月21日—），上海人，中国女子篮球运动员。曾联同队友万济圆、王丽丽和杨舒予代表中国参加2020年夏季奥林匹克运动会女子三对三篮球比赛。结果获得铜牌。